# Fanar
Fanar (și Phanar sau Fener, greacă: Φανάριον / Phanarion, Φανάρι / Phanari) este un cartier al orașului turc Istanbul.
După Ocuparea Constantinopolului de către Otomani în anul 1453 aristocrații greci s-au retras în cartierul Fanar. Pentru că și Patriarhatul Ecumenic al Constantinopolului s-a mutat în acest cartier, prin Fanar se înțelege și conducerea patriarhatului.
În acest cartier se află și renumitul liceu Fanar, unde erau educați urmașii fanarioților greci și bulgari.
Celebrul cartier cu străzi întortocheate, dar bine pavate, care adesea se împletesc într-un urcuș abrupt, este cunoscut în istoria României, datorită abilității familiilor: Mavrocordat, Ipsilanti, Moruzi, Caragea, Suțu, Mavrogheni, Hangerli, Rosetti, Callimachi și Ghica de a obține funcții sau tronul Țărilor Române.

## Fanarioții

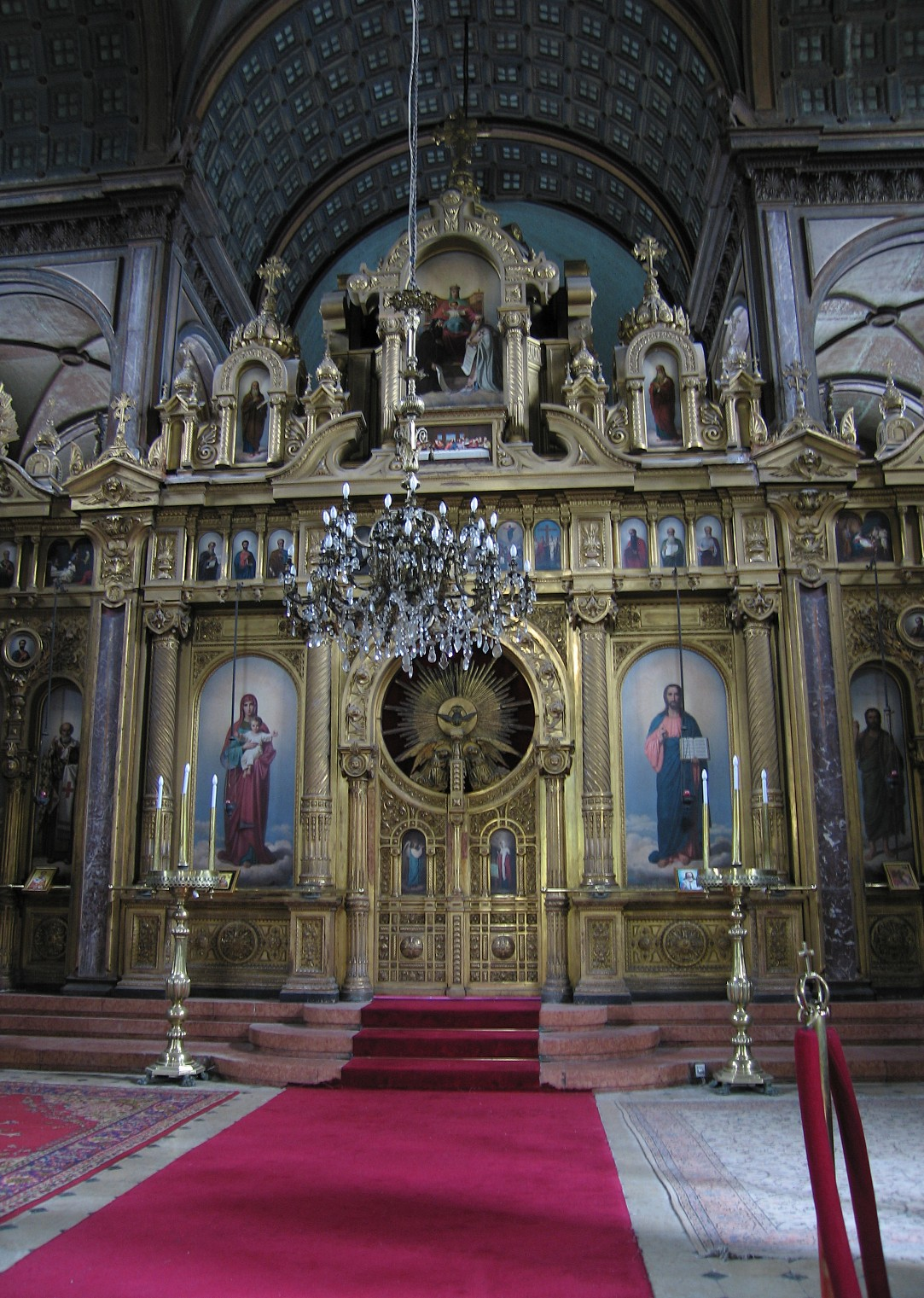
Interiorul bisericii bulgar-ortodoxe Sf. Ștefan, Fanar, Istanbul

Sub numele de „Fanarioți” se înțelege – mai ales în țările balcanice foste supuse imperiului otoman - un cerc restrâns de aristocrați cu mare influență politică de origine bizantină, care alcătuiau pătura superioară a societății în imperiul otoman al secolelor al XVII-lea și al XVIII-lea.
Între 1711 și 1821 fanarioții erau numiți de Sultan ca Domnitori în Valahia și Moldova, aveau funcții importante în armată și erau acreditați ca ambasadori în diferite țări europene. Unii dintre ei au participat în al treilea deceniu al secolului al XIX-lea la luptele pentru independența Greciei.

## Obiective
Pe 25 iunie 2007, președintele Traian Băsescu a inaugurat la Istanbul, Muzeul Dimitrie Cantemir, aflat în Casa Cantemir din cartierul Fener, unde a locuit cărturarul Dimitrie Cantemir.

## Legături externe
- Rehabilitation of Fener and Balat Districts Programme